# 하남 상사창동 연자방아
하남 상사창동 연자방아(河南 上司倉洞 硏子磨)는 대한민국 경기도 하남시 상사창동에 있는 조선시대의 연자방아이다. 1991년 10월 15일 경기도의 문화재자료 제82호로 지정되었다.

## 개요
연자마는 연자방아를 가리키는 것으로 연자매·돌매방아라고도 한다. 말이나 소가 방아틀에 연결된 돌을 끌어돌림으로써 곡물껍데기를 제거하거나 밀을 빻았던 전통적인 농기구로, 이러한 일 외에도 연자매계를 통한 계원간의 강력한 협동의 기능을 하기도 하여 단순한 농기구 이상의 의미를 가지고 있다.
상사창동연자마는 굴리는 돌인 동그란 숫돌과 받치는 돌인 암돌로 되어있다. 숫돌에는 나무로 만든 사각형 방아틀이 숫돌을 감싸듯 부착되어 있어서, 소나 말이 이 틀을 끌어 돌리면서 방아를 찧도록 되어 있다.
방앗간은 원래 여덟 개의 기둥 위로 볏집으로 짠 지붕을 올린 팔각정자 모양의 건물이었으나 현재는 새로 보수해 놓은 모습이다. 마을에서 공동으로 사용해온 것으로 거의 원형상태로 잘 보존되어 있으며 제작연대는 1930년대로 짐작된다.

## 참고 문헌
- 하남시상사창동연자마 - 국가유산청 국가유산포털